# Talaq (1958)
Talaq ist ein Bollywoodfilm, der sich dem Thema des islamischen Rechts der Scheidung (Talāq) widmet.

## Handlung
Die Lehrerin Indu lebt bei ihrem arbeitslosen Vater Moolchand. Sie verliebt sich in Ravi Shankar Chaube, einen Sänger und Ingenieur. Seit Indu ihn bei einer Veranstaltung zum Unabhängigkeitstag singen gehört hat, kann sie nur noch an ihn denken. Irgendwann beschließen sie dann zu heiraten und bekommen bald eine Tochter Ashoo, worauf Indu ihren Beruf nicht mehr ausüben kann.
Leider funktioniert die Ehe nicht wie gedacht. Es beginnt, als Indus Vater Geld von Ravi leiht und es beim Spielen verliert. Die Probleme in der Ehe sind vorprogrammiert, sodass Ravi die Scheidung einreicht. Nun ist Indu gezwungen ihre ehemalige Arbeit wieder aufzunehmen, während sie als geschiedene Frau die Demütigungen der Gesellschaft ertragen muss.

## Musik
| Songtitel                      | Sänger/in                               |
| ------------------------------ | --------------------------------------- |
| Dukhiyon Pe Kuchh Raham Karo   | Asha Bhosle, Aarti Mukherjee, Manna Dey |
| Jhuk Gayi Dekho Gardan Unn Ki  | Asha Bhosle                             |
| Kehni Hai Ek Baat Humein       | Manna Dey                               |
| Mere Jeevan Mein Kiran Bann Ke | Asha Bhosle, Mohammad Rafi              |
| Nayi Umar Ki Kaliyon           | Asha Bhosle                             |
| O Baabu Saab O Memsaab         | Asha Bhosle, Manna Dey                  |

## Auszeichnungen
Nominierungen bei den 6. Filmfare Awards
- Filmfare Award/Bester Film an Mahesh Kaul und Mukhram Sharma
- Filmfare Award/Beste Regie an Mahesh Kaul
- Filmfare Award/Beste Story an Mukhram Sharma